# Fakultät Verkehrswissenschaften „Friedrich List“

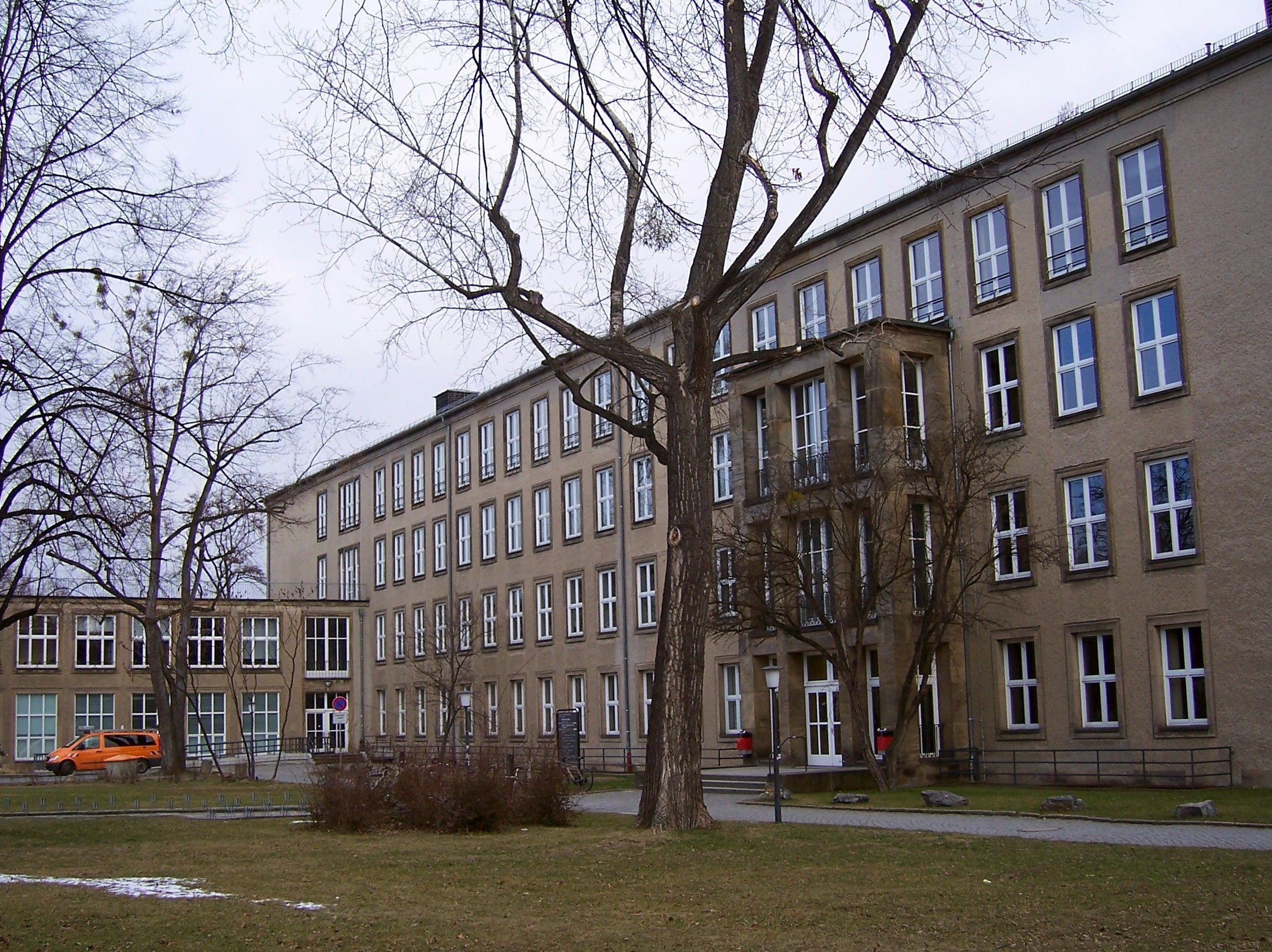
Der Gerhart-Potthoff-Bau ist das Hauptgebäude der Fakultät

Die Fakultät Verkehrswissenschaften „Friedrich List“ ist eine verkehrswissenschaftliche Forschungs- und Lehreinrichtung in Form einer Fakultät der Technischen Universität Dresden. Sie ging 1992 aus der Hochschule für Verkehrswesen hervor und hat bei dieser Zusammenlegung Dresdner Hochschulen wie das Universitätsklinikum Carl Gustav Carus Dresden ihren Namen zu Ehren des Ökonomen und Eisenbahnvordenkers Friedrich List beibehalten.

## Geschichte
Die Fakultät ging aus der 1949 gegründeten Hochschule für Verkehrswesen (HfV) hervor, die zum 30. September 1992 aufgelöst wurde.
Die neue Fakultät übernahm einen Teil der personellen und materiellen Ressourcen der Hochschule; der andere Teil ging auf die Hochschule für Technik und Wirtschaft über. Studenten der HfV konnten ihr Studium an der neuen Fakultät zu Ende führen.
Die Gründung der Fakultät war im Sächsischen Hochschulstrukturgesetz vom 10. April 1992 vorgesehen. Die Fakultät wurde im Rahmen eines Festaktes am 6. November 1992 gegründet. Der Zeremonie wohnte unter anderem Bahnchef Heinz Dürr bei.
An der neu gegründeten Fakultät wurde der Studiengang Verkehrsingenieurwesen mit den Vertiefungsrichtungen Verkehrsplanung und Verkehrstechnik, Verkehrssystemtechnik und Logistik, Elektrische Verkehrssysteme sowie Verkehrsprozessautomatisierung und Kommunikationssysteme angeboten. Darüber hinaus war die Fakultät an den fakultätsübergreifenden Studiengängen Maschinenbau (Studienrichtung konstruktiver Maschinenbau), Bauingenieurwesen (Studienrichtung Verkehrsbau) und Wirtschaftswissenschaften (Studienrichtung Wirtschaft und Verkehr) beteiligt. Bereits im Dezember 1990 hatte die Sächsische Landesregierung die Einrichtung eines Studiengangs für Wirtschaft und Verkehr beschlossen.
Unter dem Gründungsdekan Günter Hertel verfügte die Fakultät Ende 1992 zunächst über acht Professuren. Nach Abschluss der Berufungsverfahren sollten 30 Professuren besetzt sein, die in vier Abteilungen gegliedert werden sollten. Nach einer anderen Quelle standen zur Gründung rund 38 Professuren, 12 Dozenturen und 145 weitere Mitarbeiterstellen zur Verfügung. Rund 2.300 Studenten waren zur Zeit der Gründung eingeschrieben (TU-weit: 19.300). 1994 verfügte die Fakultät über elf Institute.
Zum Wintersemester 1993/94 wurde der achtsemestrige Diplom-Studiengang Verkehrswirtschaft aufgenommen. 1994 begannen rund 40 Studenten ein Studium des Verkehrsingenieurwesens. 1996 lag die Zahl der Erstsemestler in diesem Studiengang bei etwa 100.
Im „Zukunftskonzept“ der Universität wurde die Fakultät in den fakultätsübergreifenden Bereich „Bau und Umwelt“ eingeordnet.
Im April 2022 wurde eine Exzellenzprofessur „Verkehrssystemmodellierung“ besetzt. Im Februar 2024 wurde eine Stiftungsprofessur „Digitale Bahnsysteme“ ausgeschrieben.

## Dekane
- Günter H. Hertel, Gründungsdekan 1992–1994
- Siegfried Rüger (†), Dekan 1994–1997
- Siegbert Liebig, Dekan 1997–2003
- Gerd-Axel Ahrens, Dekan 2003–2006
- Christian Lippold, Dekan 2006–2012
- Hartmut Fricke, Dekan 2012–2017[8][9]
- Bernhard Bäker, Dekan 2017–2018[10]
- Günther Prokop, Dekan 2018–2022[11]
- Seit 12. September 2022: Regine Gerike[12]

## Professoren (Auswahl)
- Udo Becker, Professor für Verkehrsökologie, von 1994 bis 2021
- Johannes Bröcker, Professor für Makroökonomie und Raumwirtschaft, 1993 bis 2000
- Wolfgang Fengler, Professor für die Gestaltung von Bahnanlagen, 2000 bis 2018
- Hartmut Fricke, Professor für Technologie und Logistik des Luftverkehrs, seit 2001
- Regine Gerike, Professorin für Verkehrs- und Infrastrukturplanung, seit 2015
- Georg Hirte, Professor für Volkswirtschaftslehre, insbesondere Raumwissenschaft/Regionalökonomie, seit 2003
- Rainer König, Professor für Bahnverkehr, öffentlicher Stadt- und Regionalverkehr, 2000 bis 2022
- Christian Lippold, Professor für die Gestaltung von Straßenverkehrsanlagen, seit 2001
- Reinhold Maier, Professor für Straßenverkehrstechnik, 2004–2015 (zuvor u. a. Dieter Lohse)
- Karl Nachtigall, Professor für Verkehrsströmungslehre, seit 2000
- Günther Prokop, Professor für Kraftfahrzeugtechnik, seit 2010
- Arnd Stephan, Professor für Elektrische Bahnen, seit 2008
- Bernhard Schlag, Professor für Verkehrspsychologie, seit 1994
- Ulrike Stopka, Professorin für Kommunikationswirtschaft, seit 1993, inzwischen Seniorprofessorin
- Jochen Trinckauf, Professor für Verkehrssicherungstechnik, seit 1998 (zuvor Wolfgang Fenner), bis 2022
- Bernhard Wieland, Professor für Verkehrswirtschaft und internationale Verkehrspolitik, 1999 bis 2018

Honorarprofessoren:
- Gerd Aberle
- Heinz Ruhnau
- Knut Ringat

## Lehre
Mobilität und Verkehrssysteme (seit 2025 Bachelor of Science, ehem. Dipl.-Ing. Verkehrsingenieurwesen): ingenieur- und naturwissenschaftlicher Studiengang zur Vermittlung verkehrswissenschaftlicher Kompetenzen. Spezialisierungsrichtungen sind Mobilitätsplanung, Intelligente Verkehrssysteme, Elektrische Verkehrssysteme, Bahnsysteme und Öffentlicher Verkehr sowie Luftverkehr. Regelstudienzeit: 6 Semester inkl. Berufspraktikum (8 Wochen).
Verkehrswirtschaft (Dipl.-Verk.Wirtsch., seit 2007 Bachelor of Science): Anwendung und Weiterentwicklung betriebswirtschaftlicher, volkswirtschaftlicher und quantitativer Methoden der Verkehrswirtschaft mit hohem Anspruch an mathematische und ökonomische Fähigkeiten. Spezialisierungsrichtungen: Verkehrsbetriebslehre und Transportlogistik, Verkehrspolitik, Verkehrsökonometrie und -statistik, Umwelt- und Regionalökonomie sowie Data Analytics im Verkehrswesen. Regelstudienzeit: 6 Semester inkl. Berufspraktikum (8 Wochen).
Bahnsystemingenieurwesen (Master of Science): ingenieurtechnischer Studiengang mit Schwerpunkten auf Infrastruktur, Leit- und Sicherungstechnik, Fahrzeuge und Betrieb des Eisenbahnverkehrs sowie des Öffentlichen Personennahverkehrs. Regelstudienzeit: 4 Semester.
Elektrische Verkehrssysteme (Master of Science): ingenieurtechnischer Studiengang zur Elektromobilität auf Schiene und Straße mit Fokus auf Energieerzeugung, -übertragung und -umsetzung im Fahrzeug sowie Energiespeicher. Regelstudienzeit: 4 Semester.
Air Transport and Logistics: englischsprachiger ingenieurtechnischer Studiengang zum Betrieb von Luftverkehrssystemen. Regelstudienzeit: 4 Semester.
Transportation Economics: englischsprachiger Studiengang mit Fokus auf volkswirtschaftliche quantitative Verfahren. Regelstudienzeit: 4 Semester.
Alle Studiengänge beginnen im Wintersemester.
Die Fakultät bietet an ihren Instituten auch ganze Vertiefungsrichtungen für Studierende anderer Fakultäten. Diese Vertiefungen sind „Kraftfahrzeug- und Schienenfahrzeugtechnik“ im Studiengang Maschinenbau, „Stadt- und Verkehrsplanung, Straßen- und Eisenbahnbau“ im Studiengang Bauingenieurwesen und „Leistungselektronik und Elektrische Antriebe / Bahnen“ im Studiengang Elektrotechnik. Der Studiengang Mechatronik wird grundsätzlich interdisziplinär an mehreren Fakultäten bedient und kann an der Fakultät Verkehrswissenschaften in der Fachrichtung „Kraftfahrzeugtechnik oder Schienenfahrzeugtechnik“ vertieft werden. Lehrinhalte des Instituts für Wirtschaft und Verkehr können Studierende der Fakultät Wirtschaftswissenschaften in ihr Studium aufnehmen.
Die Fakultät besitzt das Recht zur Promotion. Sie kann die akademischen Grade Doktor-Ingenieur und doctor rerum politicarum verleihen.

### Studierenden- und Mitarbeiterzahl
| Jahr | Mitarbeiter | Studierende gesamt | Studierende Diplom Verkehrsingenieurwesen | Studierende Bachelor/Master/Diplom Verkehrswirtschaft | Studierende Master Bahnsystemingenieurwesen |
| ---- | ----------- | ------------------ | ----------------------------------------- | ----------------------------------------------------- | ------------------------------------------- |
| 1992 | 237         | 2192               |                                           |                                                       |                                             |
| 1993 | 272         | 1718               |                                           |                                                       |                                             |
| 1994 | 233         | 1420               |                                           |                                                       |                                             |
| 1995 | 225         | 1091               |                                           |                                                       |                                             |
| 1996 | 216         | 977                |                                           |                                                       |                                             |
| 1997 | 170         | 956                |                                           |                                                       |                                             |
| 1998 | 170         | 1073               |                                           |                                                       |                                             |
| 1999 | 170         | 1184               | 418                                       | 766                                                   |                                             |
| 2000 | 165         | 1187               | 459                                       | 728                                                   |                                             |
| 2001 | 173         | 1267               | 555                                       | 712                                                   |                                             |
| 2002 | 163         | 1282               | 624                                       | 658                                                   |                                             |
| 2003 | 163         | 1286               | 669                                       | 617                                                   |                                             |
| 2004 | 155         | 1393               | 763                                       | 630                                                   |                                             |
| 2005 | 139         | 1536               | 891                                       | 645                                                   |                                             |
| 2006 | 161         | 1609               | 942                                       | 667                                                   |                                             |
| 2007 | 160         | 1624               | 974                                       | 650                                                   |                                             |
| 2008 | 156         | 1711               | 991                                       | 719                                                   | 1                                           |
| 2009 | 147         | 1873               | 1056                                      | 805                                                   | 12                                          |
| 2010 | 149         | 1881               | 994                                       | 856                                                   | 31                                          |
| 2011 |             | 2143               | 1102                                      | 1005                                                  | 36                                          |
| 2012 | 153         | 1807               | 912                                       | 853                                                   | 76                                          |
| 2013 | 167         | 1750               | 931                                       | 715                                                   | 104                                         |
| 2014 | 161         | 1662               | 874                                       | 680                                                   | 108                                         |
| 2015 | 167         | 1553               | 743                                       | 623                                                   | 109                                         |
| 2016 | 159         | 1383               | 673                                       | 545                                                   | 91                                          |
| 2017 | 155         | 1235               | 624                                       | 445                                                   | 99                                          |
| 2018 | 157         | 1153               | 557                                       | 408                                                   | 119                                         |
| 2019 | 152         | 1059               | 723                                       | 336                                                   | 149                                         |
| 2020 | 152         | 1041               | 731                                       | 310                                                   | 181                                         |
| 2021 | 160         | 962                | 695                                       | 267                                                   | 185                                         |
| 2022 | 159         | 926                | 647                                       | 279                                                   | 171                                         |

## Gliederung
Als einzige rein den Verkehrswissenschaften gewidmete Fakultät im deutschsprachigen Raum obliegt der Fakultät die ganzheitliche und komplexe wissenschaftliche Arbeit auf dem Gebiet der Verkehrswissenschaften. Ihre Struktur deckt nahezu alle Gebiete des Verkehrswesens ab; nicht vertreten ist der Verkehrszweig der Schifffahrt.
Die Fakultät gliedert sich in sechs Institute, auf die sich 27 Lehrstühle der Fakultät verteilen, sowie drei institutsungebundene Lehrstühle.

### Institut für Bahnfahrzeuge und Bahntechnik
Am Institut für Bahnfahrzeuge und Bahntechnik liegt der Fokus der Forschung und Lehre der Fahrzeugtechnik auf spurgeführten Fahrzeugen. Spezieller Gegenstand sind Fahrzeugmodellierung und -simulation sowie elektrische Antriebe und Bahnversorgung. Auch das Institut für Bahnfahrzeuge und Bahntechnik wendet sich in der Lehre umfangreich an Studierende des Maschinenbaus, der Mechatronik und der Elektrotechnik. Es trägt daneben die Spezialisierungsrichtung Planung und Betrieb Elektrischer Verkehrssysteme im Studiengang Verkehrsingenieurwesen.

### Institut für Bahnsysteme und Öffentlichen Verkehr
Gegenstand in Forschung und Lehre am Institut für Bahnsysteme und Öffentlichen Verkehr sind Planung, Bau und Betrieb von Systemen spurgeführter Fahrzeuge und sonstigem ÖPNV im Landverkehr. Dazu zählen Entwurf und Planung von Bahnanlagen, Verkehrssicherungswesen, Verkehrssystemtechnik und Öffentlicher Stadt- und Regionalverkehr. Das Institut lehrt insbesondere in der Spezialisierungsrichtung Verkehrssystemtechnik – Eisenbahnverkehr und ÖPNV und seit 2010 in der neuen Studienrichtung Bahnsysteme im Studiengang Verkehrsingenieurwesen sowie im Masterstudiengang Bahnsystemingenieurwesen. Inhalte zum Verkehrsbauwesen richten sich daneben an Studierende des Bauingenieurwesens.

### Institut für Luftfahrt und Logistik
Das Institut für Luftfahrt und Logistik lehrt und forscht an logistischen Problemen verschiedener Verkehrsträger. Dazu gehören Technologie und Logistik des Luftverkehrs, Transportlogistik, Verkehrsbetriebstechnologie und Verkehrsstatistik. Mit seinen Lehrinhalten trägt das Institut die Spezialisierungsrichtung Verkehrssystemtechnik – Luftverkehr und Transportlogistik und wendet sich daneben an Studierende der Verkehrs- und Betriebswirtschaft.

### Institut für Verkehrsplanung und Straßenverkehr
Das Institut für Verkehrsplanung und Straßenverkehr versteht sich in seiner Forschung und Lehre als Schnittstelle anderer Institute der Fakultät. Es besitzt dazu zwei Lehrstühle in Zweitmitgliedschaft. Gegenstand sind Verkehrsplanung, Entwurf, Bau und Betrieb von Straßen, Verkehrssicherheit im Individualverkehr und Mobilitätsmanagement insbesondere Verkehrsökologie und Verkehrspsychologie. Die Lehre des Instituts trägt die Spezialisierungsrichtung Verkehrsplanung und Verkehrstechnik des Studiengangs Verkehrsingenieurwesen. Daneben richtet sich die Lehre an Studierende des Bauingenieurwesens (Straßenbau) und Geografie (Verkehrsgeografie).

### Institut für Verkehrstelematik
Forschungs- und Lehrgegenstand des Instituts für Verkehrstelematik sind telematische Anwendungen im Verkehrswesen. Diese umfassen Intelligent Transport Systems, Informationssysteme im Verkehrswesen, Verkehrsleitsysteme und -prozessautomatisierung, Verkehrsmanagement sowie Verkehrsnachrichtensysteme. Mit seiner Lehre trägt es die Spezialisierungsrichtung Verkehrstelematik des Studiengangs Verkehrsingenieurwesen.

### Institut für Wirtschaft und Verkehr
Das Institut für Wirtschaft und Verkehr betrachtet die wirtschaftswissenschaftlichen Aspekte des Verkehrswesens. Zu seinem Gegenstand in Forschung und Lehre gehören volks- und wirtschaftswissenschaftliche Inhalte, so Verkehrsbetriebslehre und Logistik, Tourismuswirtschaft und -management, Verkehrspolitik und Raumwirtschaft, Telekommunikation sowie Verkehrsökonometrie und -statistik. Das Institut ist in seiner Lehre wesentlicher Träger des Studiengangs Verkehrswirtschaft und Studierenden der Fakultät Wirtschaftswissenschaften zugänglich.

### Institut für Automobiltechnik Dresden – IAD
Das Institut für Automobiltechnik Dresden – IAD forschte und lehrte an drei Lehrstühlen auf den Gebieten der Kraftfahrzeug- und Antriebstechnik, zu Themen des Verbrennungsmotors und der Fahrzeugmechatronik. Das Institut wandte sich in der Lehre insbesondere an Studierende des Maschinenbaus und der Mechatronik. Es wurde im Jahr 2025 aufgelöst.

## Gebäude und Einrichtungen

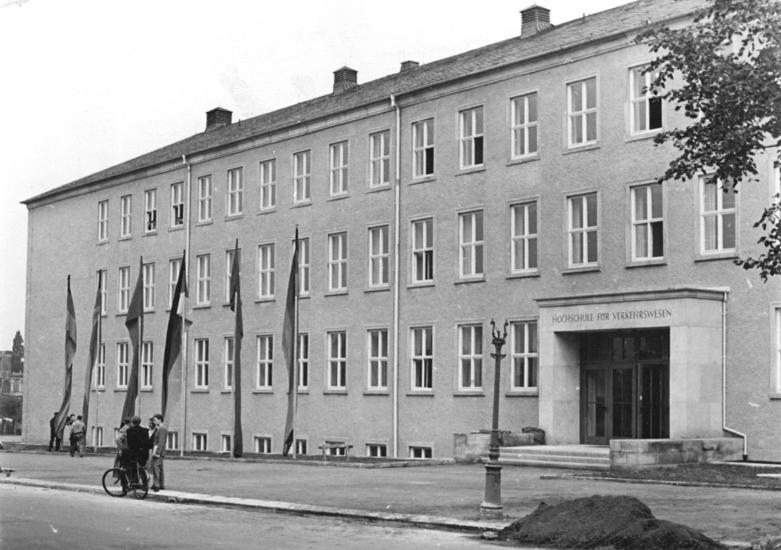
Der 1952 erbaute Gerhart-Potthof-Bau trägt auch in der Gegenwart den Schriftzug Hochschule für Verkehrswesen über dem Eingang

Der Hauptbau der Fakultät ist der Gerhart-Potthoff-Bau in der Dresdner Südvorstadt.
Das Gebäude wurde zwischen 1953 und 1956 errichtet und umfasst 7.200 Quadratmeter Büro-, Lehr- und Arbeitsflächen. Bis zur Eröffnung des Hörsaalzentrums mit dem neuen Audimax im Jahr 1998 war der Hörsaal POT 81 mit rund 500 Plätzen der größte auf dem Campus der Technischen Universität.
Daneben haben mehrere Lehrstühle der Verkehrswirtschaft ihren Sitz im Bürogebäude Falkenbrunnen, sowie das Institut für Verkehrstelematik im sogenannten „A-Gebäude“ in der Andreas-Schubert-Straße.

### Integriertes Eisenbahnlabor (IEL)
Das Integrierte Eisenbahnlabor besteht aus drei Teilen. Das bekannteste davon ist das Eisenbahnbetriebslabor, es gehören aber auch das Sicherungstechnische Labor, die Oberbauausstellung und der Signalgarten dazu.

#### Eisenbahnbetriebslabor (EBL)
Die Geschichte des Eisenbahnbetriebslabors geht bis ins Jahr 1963 zurück, als an der Hochschule für Verkehrswesen (HfV) des zentralen Institutsgebäudes (heute HTW Dresden) das „Technologische Labor des Eisenbahntransports“ (TLE) eingerichtet wurde. In dem rund 80 Meter langen und 10 Meter breiten Raum im obersten Stock des Gebäudes waren 385 m Gleis in Spurweite H0 verlegt, darunter 155 m zweigleisige Strecke. Neben zwei mechanischen Stellwerken, vier elektromechanischen und drei Relaisstellwerken ging auch ein Elektronisches Stellwerk für Lehrzwecke in Betrieb, das für 1,5 Millionen D-Mark von Siemens Transportation Systems gestiftet und auch zur Weiterbildung von Ingenieuren des Unternehmens genutzt wurde. Das im Januar 1994 übergebene ESTW umfasst 44 Stellelemente (Weichen, Signale) und war das erste elektronische Stellwerk für Ausbildungszwecke an einer deutschen Hochschule.
Der Umzug in den Keller des heutigen Fakultätsgebäudes in der Hettnerstraße erfolgte zwischen 1999 und 2001. Die Anlage wird seither als Eisenbahnbetriebslabor bezeichnet. Auf der 600 m² und 1300 m Gleis umfassenden Modellbahnanlage wird der Zugverkehr auf einem 260 km langen Streckennetz mit fünf Bahnhöfen und 185 Weichen nachgebildet. Der angenommene Längenmaßstab beträgt 1:200 – abweichend vom H0-Maßstab 1:87. Der Zeitmaßstab beträgt hingegen 1:1, wobei jedoch die Möglichkeit besteht, die Uhren auch langsamer laufen zu lassen. Die Steuerung erfolgt über zehn reale Stellwerke aus allen Epochen vom Mechanischen bis zum Elektronischen Stellwerk. Es ist die weltweit größte Modellbahnanlage für Lehrzwecke.

#### Sicherungstechnisches Labor (SIL)
Das von der Professur für Digitale Bahnsysteme (bis 2024 Professor für Verkehrssicherungstechnik) Verkehrssicherungstechnik betreute Sicherungstechnische Labor (SIL) bietet die Möglichkeit, an originalen Systemen und Komponenten Abläufe und Vorgänge in der Sicherungstechnik zu untersuchen, was im realen Eisenbahnbetrieb nicht ohne Weiteres möglich ist. Im SIL steht ein breites Spektrum originaler Sicherungstechnik zur Verfügung. Die hier vorhandenen Systeme und Komponenten dienen vorwiegend der Anschauung und der Durchführung von Praktika, aber auch Versuche für Forschungen werden hier absolviert.

#### Oberbauausstellung

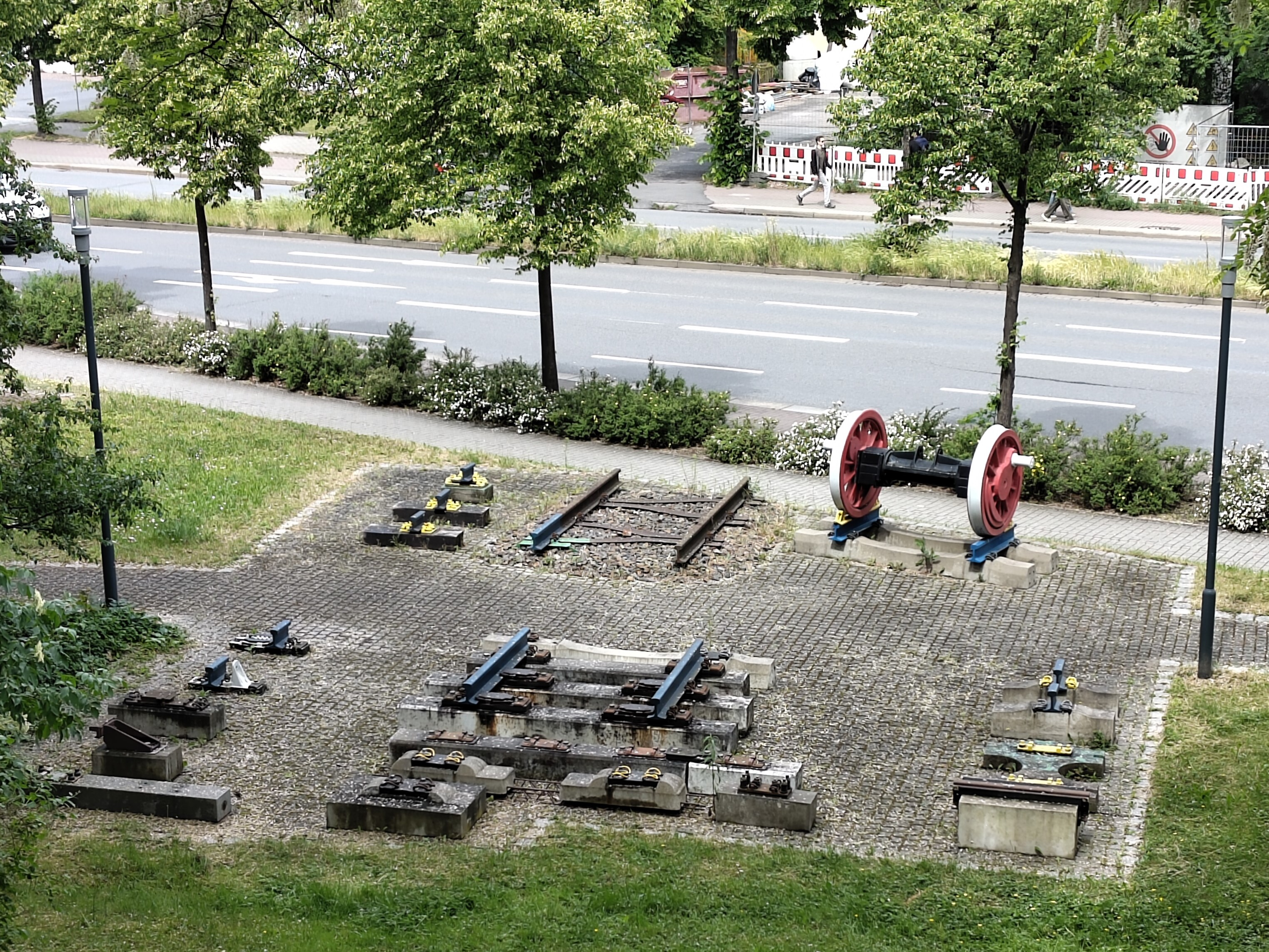
Teil der Oberbauausstellung am Gerhart-Potthoff-Bau

Die Oberbauausstellung wird von der Professur für Gestaltung von Bahnanlagen betreut. Das Gelände befindet sich auf einer ca. 400 m² großen Freifläche neben dem Fakultätsgebäude, wo eine Vielzahl von Exponaten moderner und historischer Oberbaukonstruktionen ausgestellt sind.

#### Signalgarten

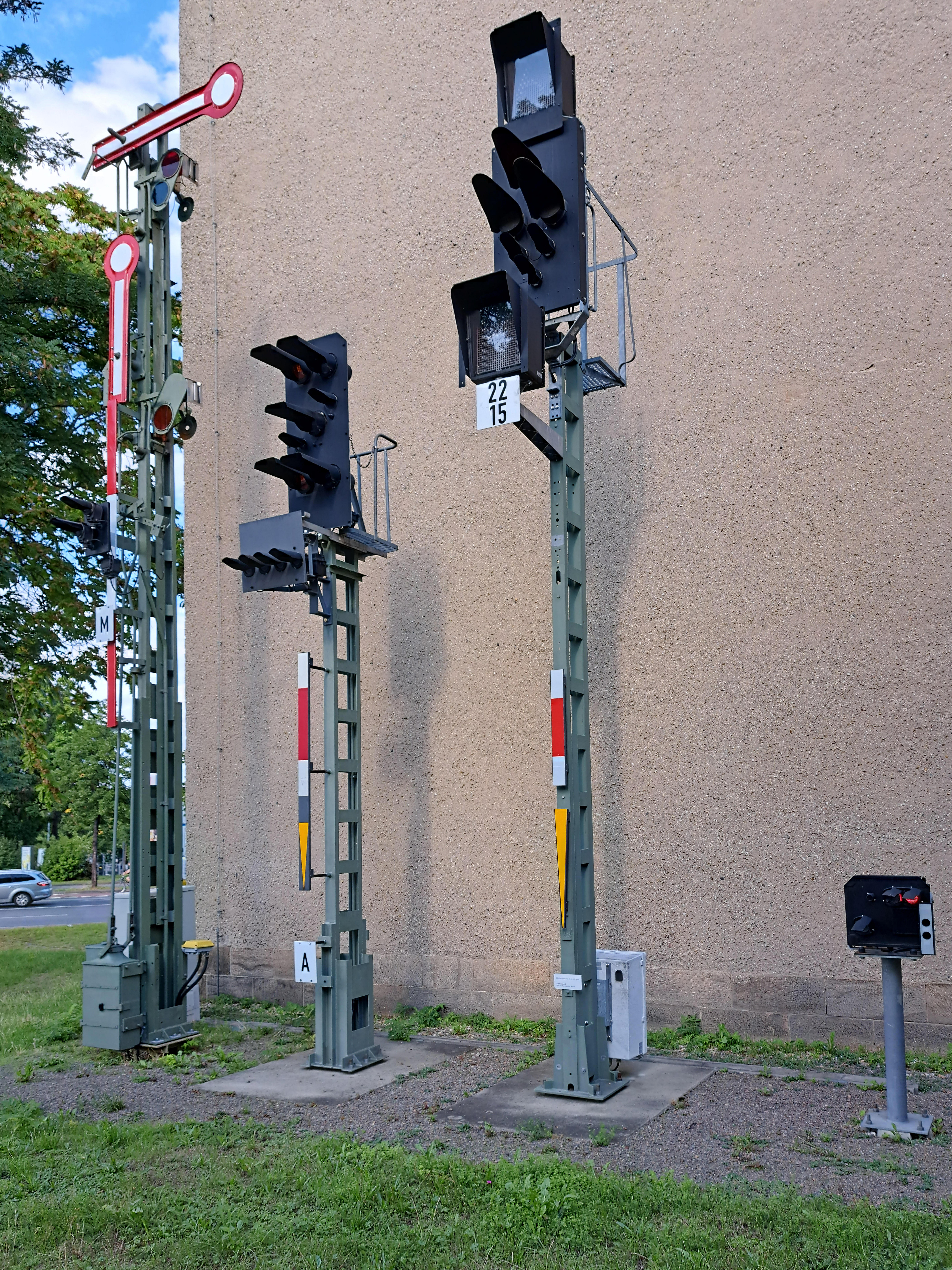
Signalgarten am Potthoff-Bau

Ende November 2015 wurde ein Signalgarten errichtet, mit zunächst zwei, ab Ende 2017 vier, Signalen.

### Systemlabor für spurgebundene Fahrzeuge
In diesem Labor werden zahlreiche Maschinen vorgehalten, die für das System Bahn von entscheidender Bedeutung sind. Mit dem Gleitenden Umformer und dem Synchron-Synchron-Umformer sind wichtige Maschinen der Bahnstromversorgung vorhanden. Eine Gleichstrommaschine, die auch als Bahnmotor betrieben werden kann, repräsentiert den alten Stand der Traktionsmotoren. Mit einem Versuchsstand für Drehstromantriebstechnik, bestehend aus einem original U-Bahn-Antrieb und Umrichtern, wird die moderne Traktionsart abgedeckt. Darüber hinaus existiert ein Prüfstand mit Dieselmotor und einem hydrodynamischen Getriebe, welches gegen einen Generator und eine Bremswelle arbeiten kann. Des Weiteren stehen zwei Stromabnehmer (Originalgröße), ein Fahrsimulator und wichtige Bestandteile der Oberleitung zur Verfügung.

### Labor für Flugsimulation
Am Institut für Luftfahrt und Logistik gibt es einen (nichtbeweglichen) Flugsimulator, an dem das Cockpit einer Airbus A320 simuliert wird.

## Verkehrswissenschaftliche Tage
Neben verschiedenen Tagungen einzelner Institute organisiert die Fakultät seit 1998 mit den Verkehrswissenschaftlichen Tagen im zwei- bis dreijährigen Abstand eine Fachkonferenz über alle verkehrswissenschaftliche Bereiche hinweg. Ähnliche Konferenzen wurden bereits durch die Hochschule für Verkehrswesen zwischen 1954 und 1989 organisiert.

## Studentenvertretung
Der Fachschaftsrat Verkehrswissenschaften – Studierendenschaft „Friedrich List“ ist die studentische Vertretung der Fakultät. Dieser wurde am 1. Oktober 1992 mit der Eingliederung der Fakultät in die TU Dresden gegründet.
Ihr Vorgänger war der Studentenrat der Hochschule für Verkehrswesen. Dieser entstand in der Wendezeit 1989/90. Die ersten demokratischen Wahlen wurden am 1. Oktober 1990 durchgeführt. Neben dem Studentenrat gab es weitere Sektionssprecherräte für einzelne Fakultäten. Im Jahr 1992 gab sich die Studentenvertretung den Namen „Studentenschaft Friedrich List“. Zusammen mit der HfV endete seine Existenz am 30. September 1992. Von 1994 bis 2002 gab der Fachschaftsrat zeitweilig die Zeitschrift List-Express heraus (ZDB-ID 2461758-1).
Der Fachschaftsrat wird auf jeweils ein Jahr gewählt. Diese Wahlen finden in der Regel mit weiteren universitätsweiten Wahlen im November eines Jahres statt. Zwischen 1992 und 1995 bestand der Fachschaftsrat Verkehrswissenschaften aus 15 Mitgliedern. Anschließend wurde die Zahl auf 20 Mitglieder erhöht. Im Potthoff-Bau unterhält die Studentenvertretung ein Büro und tagt während der Vorlesungszeit im wöchentlichen bis zwei-wöchentlichen Turnus. Zur Vertretung der Studenten in den Gremien hat er dabei das Recht Vertreter in den Studentenrat der TU Dresden, in die Studienkommissionen, in die Prüfungsausschüsse sowie in die Institutsräte zu entsenden. Lediglich die Vertreter des Fakultätsrates, sowie die studentischen Senatoren werden von den Studenten direkt gewählt.
Weitere Aufgaben des FSR Verkehr sind die Förderung der Studenten und studentischen Initiativen der Fakultät. Hierbei arbeitet er mit verkehrswissenschaftlichen Vereinen, den sogenannten „Listigen Vereinigungen“ zusammen und organisiert Veranstaltungen. Neben diesen Aufgaben pflegt er die nationalen und internationalen Beziehungen, wie etwa bei den Bundesfachschaftstagen Verkehr.
Eine Besonderheit des Fachschaftsrates sind die hohen Wahlbeteiligungen. Von 2004 bis 2014 sowie im Jahr 2023 erzielte diese Fachschaft jedes Jahr die höchste Wahlbeteiligung innerhalb der TU Dresden.